# Cyrano Fernández
Cyrano Fernández es una película venezolana basada en Cyrano de Bergerac, dirigida por Alberto Arvelo Mendoza y que contó con la producción ejecutiva de Pedro Mezquita Arcaya, Carlos Lizarralde, Emilio Oviedo y Miguel Perelló.
La trama gira en torno a un joven llamado Cyrano Fernández, líder de un grupo de su barrio que intenta defenderlo de los narcotraficantes.

## Sinopsis
Cyrano Fernández es una versión libre y cruda del Cyrano de Bergerac, de Edmond Rostand, uno de los relatos más sensuales y violentos de la literatura universal. La historia de un triángulo de amor entre Cyrano Fernández (interpretado por Edgar Ramírez), Roxana Padilla y Cristian Santana, ocurre en esta versión, en un barrio, ese laberíntico y poderoso escenario urbano que adquiere en el drama la importancia de un cuarto protagonista. La historia de Cyrano Fernández es de algún modo la historia de todos los hombres o la de cualquiera de nosotros: el abismo insalvable que hay entre aquello que realmente somos y aquello que soñamos ser.